# Odeio Segundas
Odeio Segundas é um sitcom brasileiro exibido pelo GNT e produzido pela Conspiração Filmes. Estreou em 21 de outubro de 2015 às quartas-feiras às 23h em uma temporada de dez episódios. Escrito pelo casal Alexandre Machado e Fernanda Young e sob a direção de Arthur Fontes, a trama é inspirada pela série estadunidense The Office. No final de 2015 foi renovada para a segunda temporada, que acabou não acontecendo devido às divergências de agenda dos atores centrais.
Conta com Marisa Orth, Anderson Müller, Thiago Rodrigues, Fernanda Paes Leme, Lyv Ziese, Carol Machado e Flávio Pardal nos papéis centrais.

## Enredo
Valéria (Marisa Orth) é uma mulher de meia idade que foi largada pelo marido, não tem amigos e vive deprimida. Ela é promovida por engano à gerente da empresa em que trabalha na empresa após mentir que falava inglês, tendo que lidar agora com a total inabilidade para o cargo e as situações delirantes que acontecem sempre às segundas-feiras
Guedes (Thiago Rodrigues), que visava o cargo de gerência vive armando para ela se dar mal, além de convencer Murtinho (Anderson Müller) a começar um caso com a nova chefe para desestressa-la, porém isso causa mais crises. No escritório ainda trabalham a fogosa Sueli (Fernanda Paes Leme), o viciado em pornografia Lipe (Flávio Pardal), a sarcástica Brenda (Carol Machado) e a puxa-saco Barbara (Lyv Ziese).

## Produção
A primeira temporada contou com 10 episódios e antes mesmo da estreia, sendo exibida nas segundas-feiras e sob a narração de Fernanda Young e inspirada pela série estadunidense The Office. No final de 2015 a série foi renovada para a segunda temporada, que deveria acontecer em 2016, porém acabou não sendo mais realizada, uma vez que as duas personagens centrais estavam em projetos que ocupavam grande parte do tempo – Marisa Orth era uma das personagens centrais da novela Haja Coração, enquanto Fernanda Paes Leme se preparava para apresentar a primeira temporada do The X Factor Brasil.

## Elenco

### Principal
| Ator               | Personagem                  |
| ------------------ | --------------------------- |
| Marisa Orth        | Valéria Honório             |
| Anderson Müller    | Vitor Murtinho (Murtinho)   |
| Thiago Rodrigues   | João Guedes (Guedes)        |
| Fernanda Paes Leme | Sueli Garcia                |
| Lyv Ziese          | Bárbara Novaes              |
| Carol Machado      | Brenda Dias                 |
| Flávio Pardal      | Luís Felipe Costa (Lipe)    |
| Fernanda Young     | Narradora (a Segunda-feira) |

### Participações especiais
| Ator          | Personagem           |
| ------------- | -------------------- |
| Mário Hermeto | Flávio Peixe (Peixe) |
| Hugo Carvalho | Bruno Honório        |